# تان إنده
تان إنده (بالصينية: 谭恩德) هو لاعب كرة قدم ومدرب كرة قدم صيني في مركز الهجوم، ولد في 21 أغسطس 1971 في غوانزو في الصين. لعب مع جيجيانغ غرينتاون وكينغداو جونون ونادي غوانزو.